# Сетмон
Сетмо́н (фр. Septmonts) — коммуна во Франции, находится в регионе Пикардия. Департамент коммуны — Эна. Входит в состав кантона Суасон-2. Округ коммуны — Суасон.
Код INSEE коммуны — 02706.

## Население
Население коммуны на 2010 год составляло 580 человек.
| 1962 | 1968 | 1975 | 1982 | 1990 | 1999 | 2010 |
| ---- | ---- | ---- | ---- | ---- | ---- | ---- |
| 496  | 532  | 542  | 516  | 515  | 501  | 580  |

## Экономика
В 2010 году среди 374 человек трудоспособного возраста (15—64 лет) 276 были экономически активными, 98 — неактивными (показатель активности — 73,8 %, в 1999 году было 74,4 %). Из 276 активных жителей работали 259 человек (143 мужчины и 116 женщин), безработных было 17 (6 мужчин и 11 женщин). Среди 98 неактивных 36 человек были учениками или студентами, 32 — пенсионерами, 30 были неактивными по другим причинам.